# مورا
مورا (بالإنجليزية: Mora)‏ هي مدينة من مدن البرتغال. تقع في محافظة إيفورا. يبلغ عدد سكانها 4,978 نسمة وذلك حسب إحصائيات سنة 2011. تبلغ مساحتها 443.95 كم².

## وصلات خارجية
- الموقع الرسمي